# Casa Bac de Roda
La Casa Bac de Roda és un habitatge amb elements barrocs de Roda de Ter (Osona) protegit com a bé cultural d'interès local.

## Descripció
Es tracta d'un edifici, que fa cantonada i adossat al del costat, és de planta baixa i dos pisos, amb coberta de teula àrab a doble vessant. A la façana principal hi ha tres portes d'accés a l'edifici -dues de les quals pertanyen a un magatzem- al damunt de la porta d'accés a l'edifici hi ha un òcul, una finestra i un local comercial. En una placa de marbre hi ha la següent inscripció: "En aquesta casa nasqué, el dia 28 de maig de 1658 Francesc Macià i Ambert "Bac de Roda", patriota català que lluità pels drets i les llibertats de Catalunya durant la Guerra de Successió. Roda de Ter, 11 de setembre de 2005". Al primer pis totes les obertures tenen brancals i llindes de pedra, hi ha una finestra petita, tres balcons i una finestra. La llinda d'un dels balcons, més treballada, conté la inscripció de la data 1640. El segon pis presenta una petita finestra, dos balcons arran de façana i un altre de doble, amb volada.
La façana posterior, més homogènia, té finestres rectangulars al primer pis, una galeria amb tres arcs escarsers -la quarta arcada s'ha tancat i ara forma part de l'habitatge- al segon pis. Al tercer pis les obertures també sembla que formen una galeria.
El parament està arrebossat i pintat.
D'aquesta casa entre mitgeres en destaquen dues finestres balconeres situades al primer i segon pis. Totes dues tenen l'ampit molt poc sortit del plom de la façana i motllurat, els brancals de pedra ben tallats i disposats de manera regular i la llinda decorada. La finestra del pis superior té una roseta regular i la llinda decorada. La finestra del pis superior té una roseta gravada en baix relleu al centre de la llinda; al costat de la roseta i ha una mà, també gravada en baix relleu i la data de 1640. La finestra del primer pis té una roseta gravada en baix relleu al centre de la llinda envoltada per una motllura decorativa.

## Història
Aquesta casa, que ja era propietat del besavi de Francesc Macià i Ambert, és coneguda per can Quel i també per can Macià. En unes obres de restauració s'ha trobat mitja roda de molí, fet que posa en evidència l'ofici dels avantpassats de Bac de Roda. Se sap que a més, el seu pare feia de traginer i negociant.
El sobrenom de Bac de Roda li ve del cognom de la seva esposa. Al 1672 Francesc Macià, als 14 anys, es casà amb la pubilla de la masia del Bac, Anna Maria Bac, i canvià el seu segon cognom pel de la seva esposa. Els seus fills van ser batejats amb els cognoms Bac Macià.
Bac de Roda feia de pagès i després feu la carrera militar, durant les guerres contra França a finals del segle xvii assolí el grau comandant de fusellers. Era contrari el rei Felip V i lluità a favor de l'arxiduc Carles d'Àustria. Arribà a coronel i tenia a les seves ordres 600 miquelets que defensaven la causa de l'arxiduc. El 30 d'agost de 1713 Vic caigué en mans de les tropes borbòniques. Bac de Roda fou abandonat pels seus companys i Josep Riera de Vallfogona el va delatar, fou empresonat i el 2 de novembre de 1713 fou penjat a Vic.
Amb la industrialització incipient al segle xvii es construïren moltes de les cases del nucli antic de Roda. Aquestes dues finestres són un exemple de les obertures que corresponien a una estructura d'habitatge de dues parets unides per un embigat, de planta baixa i dos pisos.